# توماس وانوی
توماس وانوی (انگلیسی: Thomas Vannoye؛ زادهٔ ۱۱ ژوئیهٔ ۱۹۹۸) بازیکن فوتبال است.